# Ética en matemáticas
La ética en matemáticas es un campo emergente de la ética aplicada, la investigación de los aspectos éticos de la práctica y las aplicaciones de las matemáticas. Se ocupa de las responsabilidades profesionales de los matemáticos cuyo trabajo influye en decisiones con consecuencias importantes, como en el derecho, las finanzas, el ejército y las ciencias medioambientales .  Entendido en su contexto socioeconómico, el desarrollo de trabajos matemáticos puede dar lugar a cuestiones éticas que van desde el manejo y manipulación de big data hasta cuestiones de matematización responsable y falsificación de modelos, matemáticas explicables y seguras, así como muchas cuestiones relacionadas con comunicación y documentación. La utilidad de un juramento hipocrático para los matemáticos es un tema de debate continuo entre los académicos.  Como campo emergente de la ética aplicada, muchos de sus fundamentos todavía siguen siendo muy discutidos.El discurso sigue siendo cambiante. Especialmente la noción de que las matemáticas pueden hacer daño sigue siendo controvertida.
Las cuestiones éticas que rodean la práctica de las matemáticas pueden relacionarse con cuestiones de doble uso. Una interpretación instrumental del impacto de las matemáticas hace difícil ver las consecuencias éticas, pero podría ser más fácil ver cómo todas las ramas de las matemáticas sirven para estructurar y conceptualizar soluciones a problemas reales.  Estas estructuras pueden crear incentivos perversos,  como el cumplimiento de objetivos sin mejorar los servicios, el juego de las tablas clasificatorias. Aunque los supuestos que se incluyen en las métricas suelen reflejar la visión del mundo de los grupos encargados de diseñarlas, son más difíciles de cuestionar para los no expertos, lo que da lugar a injusticias. Dado que los matemáticos pueden incorporarse a la fuerza laboral de las naciones industrializadas en muchos lugares que ya no se limitan a la enseñanza y el mundo académico, los estudiosos han argumentado que es necesario añadir una formación ética a los planes de estudios de matemáticas en las universidades. 
Las posturas filosóficas sobre la relación entre matemáticas y ética son variadas. Algunos filósofos (por ejemplo, Platón) consideran que tanto las matemáticas como la ética son racionales y similares, mientras que otros (por ejemplo, Rudolf Carnap) consideran que la ética es irracional y diferente de las matemáticas. Las posibles tensiones entre la aplicación de las matemáticas en un contexto social y su ética pueden observarse en el libro República de Platón (Libro VIII), donde el uso de las matemáticas para producir mejores guardianes desempeña un papel crítico en su colapso.

## Necesidad de ética en la profesión matemática
Los matemáticos que desempeñan funciones industriales, científicas, militares y de inteligencia influyen de manera crucial en las decisiones que pueden causar consecuencias significativas. 

### Problemas de precisión
Por ejemplo, se requirieron cálculos complejos para el desarrollo del Proyecto Manhattan,  mientras que el uso excesivo de la fórmula de la cópula Gaussiana para fijar el precio de los derivados antes de la crisis financiera global de 2008 se ha denominado "La fórmula que mató a Wall Street",  a la vez que la teoría del calentamiento global depende de la fiabilidad de los modelos matemáticos del clima . 

### Cuestiones de impacto
Por la misma razón que en la ética médica y la ética de la ingeniería, el gran impacto de las consecuencias de las decisiones impone serias obligaciones éticas a los profesionales para considerar los aciertos y errores de sus consejos y decisiones. El impacto potencial de los datos y las nuevas tecnologías está llevando a más profesiones, como la contabilidad, a considerar cómo se supervisa la parcialidad en los sistemas automatizados, desde los algoritmos a la IA. Debido a su gran repercusión y a su necesidad en el mundo industrializado moderno, algunos estudiosos han calificado las matemáticas de nuevo factor de producción . Las matemáticas son un motor fundamental de las economías actuales y desempeñan un papel cotidiano en la toma de decisiones en los mercados capitalistas .  Cuando se estudian en su contexto socioeconómico, los debates en torno al uso ético de las matemáticas suelen recibir distintos nombres, por ejemplo, algunos hablan de la ética de la cuantificación. Estos discursos son a menudo disjuntos de los que afectan directamente o son impulsados por partes de la comunidad matemática.

## Desastres relacionados con el uso de las matemáticas
Estos ilustran las principales consecuencias de los errores numéricos y, por tanto, la necesidad de una atención ética.
- Las predicciones basadas en modelos matemáticos del Club de Roma de 1972 en Los límites del crecimiento sobre el colapso generalizado del sistema mundial para finales del siglo XXI.
- La condena injusta de Sally Clark (1999), Una abogada inglesa, Sally Clark, fue condenada injustamente por asesinar a sus dos hijos – cada uno de los cuales había muerto debido al síndrome de muerte súbita del lactante – debido a un error estadístico fundamental en el testimonio de un "experto". El error se vio agravado por la "falacia del fiscal". [19]

## Cuestiones éticas en la profesión matemática.
Los matemáticos tienen la responsabilidad profesional de apoyar el uso ético de las matemáticas en la práctica, tanto para mantener la reputación de la profesión como para proteger a la sociedad de los impactos de un comportamiento poco ético. Por ejemplo, las matemáticas se aplican ampliamente en el uso de Big Data en aplicaciones de Inteligencia Artificial, tanto por matemáticos como por no matemáticos, con impactos complejos que no se comprenden o anticipan fácilmente. 

## Ética en el periodismo de datos
El periodismo ha establecido una ética profesional que se ve afectada por el tratamiento matemático y la (re)publicación de fuentes. La reutilización de información empaquetada como hechos exige comprobar y validar, desde la confusión conceptual hasta los errores de muestreo y cálculo.  Otras problemas profesionales se derivan del potencial de las herramientas automatizadas que permiten difundir datos públicos que nunca han sido cotejados.

## Mal uso de las estadísticas
Las aplicaciones de las matemáticas suelen implicar la extracción de conclusiones a partir de datos cuantitativos. Debido a las incertidumbres que plantean los modelos matemáticos y a las dificultades para extraer y comunicar cualquier conclusión, existe la posibilidad de que los matemáticos engañen a los clientes, ya que éstos no suelen conocer las técnicas cuantitativas. Para evitar estos casos, los estadísticos codificaron su ética en la década de 1980 en una declaración del ISI, reconociendo que a menudo habría demandas contradictorias de las partes interesadas, y que las decisiones éticas serían una cuestión de juicio profesional. 

## Folclore matemático
La prioridad y la atribución de los descubrimientos matemáticos son importantes para la práctica profesional,  incluso con los teoremas que llevan el nombre de la persona que hace la conjetura en lugar de encontrar la demostración. Los teoremas populares o el folclore matemático no pueden atribuirse a un individuo y pueden carecer de una demostración consensuada, a pesar de ser un resultado aceptado, lo que puede dar lugar a injusticias. 

## Ética en la investigación matemática pura
La Sociedad Estadounidense de Matemáticas publica un código de directrices éticas para investigadores matemáticos. Entre las responsabilidades de los investigadores figuran ser conocedores del campo, evitar el plagio, dar crédito, publicar sin demora injustificada y corregir los errores.  El Comité de Ética de la Sociedad Europea de Matemáticas también publica un código de prácticas relativas a la publicación, edición y arbitraje de la investigación. 
Se ha argumentado que, como la investigación matemática pura es relativamente inofensiva, plantea pocas cuestiones éticas urgentes.  Sin embargo, eso plantea la cuestión de si merece la pena hacer matemáticas puras desde el punto de vista ético, y por qué,  dado que consume la vida de muchas personas muy inteligentes que podrían estar haciendo contribuciones de utilidad más inmediata. 
El estudio de los retos éticos de las matemáticas puras está profundamente vinculado a la filosofía de la práctica matemática. Los argumentos contra la neutralidad ética del trabajo matemático puro se basan a menudo en la constitución social, es decir, el contexto sociocultural de la investigación y las numerosas decisiones que intervienen en las demostraciones matemáticas.  El problema de la injusticia epistémica en la investigación matemática se debate activamente en este contexto. 

## Paralelismos entre ética y matemáticas
Tanto la ética como las matemáticas parecen basarse en el razonamiento a partir de la intuición, a diferencia de las ciencias empíricas que se basan fundamentalmente en observaciones y experimentos. Esto se ha sugerido como una razón a favor de la objetividad o el realismo moral en la ética, ya que los argumentos en contra de la objetividad en la ética son paralelos a los argumentos en contra la objetividad en las matemáticas, que generalmente se considera falsa.  
Justin Clarke-Doane sostiene, por el contrario, que aunque las matemáticas y la ética son estrechamente paralelas, debe adoptarse una actitud pluralista ante las verdades de ambas.Al igual que el postulado de las paralelas es verdadero en la geometría euclidiana, pero falso en la geometría no euclidiana, las proposiciones éticas pueden ser verdaderas o falsas en distintos sistemas. 

## Enseñar ética en matemáticas
Todavía siguen siendo escasos los cursos sobre la ética de las matemáticas. En la Universidad de Nueva Gales del Sur se impartió un curso obligatorio sobre Cuestiones Profesionales y Ética en Matemáticas en sus carreras de matemáticas de 1998 a 2012.  En 2023, la ETH Zurich impartió un seminario optativo sobre ética en las matemáticas  y también existe un seminario no evaluable en la Universidad de Cambridge .  También se ha impartido un miniseminario en Swarthmore College. 
Muchos cursos sobre ética en las matemáticas aparecen también con otros nombres, por ejemplo "matemáticas para la justicia social". 
También se pueden encontrar enfoques similares en la enseñanza de la ética a los estudiantes de informática, donde el término "ética integrada" se ha establecido para la integración de la enseñanza de la ética en el plan de estudios.  Estos programas se estudian actualmente en la Universidad de Harvard,  la Universidad de Stanford  y otros lugares.